# 112. østlige længdekreds
Den 112. østlige længdekreds (eller 112 grader østlig længde) er en længdekreds, der ligger 112 grader øst for nulmeridianen. Den løber gennem Ishavet, Asien, det Indiske Ocean, det Sydlige Ishav og Antarktis.